# Heinz Elzner
Heinz Elzner (* 4. Dezember 1928 in Brehna; † 3. August 2019 in Nürnberg) war ein deutscher Fußballspieler und -trainer.

## Laufbahn

### Spieler
Bis in das Jahr 1950 spielte der junge Verteidiger in Sachsen-Anhalt bei Motor Brehna Fußball. Danach wechselte er in die Bundesrepublik Deutschland nach Eberbach/Neckar und begann 1951 in der 2. Liga Süd bei der TSG Ulm 1846 mit dem Start in eine neue Lebens- und Fußballzukunft.
Mit den Ulmer „Spatzen“ gewann er in der zweiten Saison die Meisterschaft und stieg zur Runde 1952/53 in die Oberliga Süd auf. Den sofortigen Abstieg konnte er aber mit seinen Mannschaftskameraden Georg Lechner und Hans Eberle nicht verhindern. Der Spieler Elzner konnte aber weiterhin in der Oberliga bleiben, er unterschrieb einen Vertrag bei Hannover 96 für die Runde 1953/54. Im Meisterjahr der 96er konnte er es aber nicht in die Stammformation schaffen. Er kam nur auf drei Einsätze in der Saison 1953/54 in der Oberliga Nord und in der Endrunde um die deutsche Fußballmeisterschaft kam er überhaupt nicht zum Einsatz. Er spielte die Jahre 1955 und 1956 mit wechselndem Erfolg in Hannover durch. Nach dem Gewinn der Vizemeisterschaft in der Oberliga Nord in der Runde 1955/56 brachte er es auf vier Einsätze in der Endrunde um die deutsche Meisterschaft 1956. Der robuste linke Verteidiger setzte sich in diesen Spielen mit „Ossi“ Traub vom Karlsruher SC, Bernhard Klodt von Schalke 04 und den Walter-Brüdern vom 1. FC Kaiserslautern auseinander. In den Runden 1957/58 und 1958/59 war der jetzige Stammspieler oftmals als Mittelläufer Chef der Hannover Defensive. Internationale Erfahrung sammelte er auf der Stopperposition in den zwei Spielen im Messe-Cup im November 1958/Januar 1959 gegen AS Rom.
Von 1959 bis 1961 klang seine Spielerkarriere mit 38 Ligaspielen und vier Toren beim Wuppertaler SV in der 2. Liga West an der Seite von Mitspielern wie Günter Augustat, Erich Haase, Erich Ribbeck und Werner Tönges unter Trainer Willibald Kreß aus. Vorausschauend absolvierte er in der Wuppertaler Zeit an der Deutschen Sporthochschule in Köln unter Lehrgangsleiter Hennes Weisweiler seine Ausbildung zum Fußball-Lehrer. Im Jahre 1960 erhielt er zusammen mit den Kollegen Georg Keßler, Klaus Quinkert und Erich Ribbeck die Trainer-Lizenz.

### Trainer
Sein Debüt als Trainer gab Heinz Elzner in der Saison 1961/62 bei Eintracht Bad Kreuznach in der Oberliga Südwest. Zur Runde 1963/64 wechselte er zum VfB Helmbrechts, die er bis 1966 in der Amateurliga Bayern trainierte. In die Regionalliga Süd kam Elzner als Trainer in der Runde 1966/67 durch die Verpflichtung von FC Bayern Hof. Er trat die Nachfolge von Jakob „Jackl“ Müller an. Gemeinsam mit dem Spielausschussvorsitzenden Armin Möbius führte er die Hofer auf Anhieb zur Vizemeisterschaft. 1968 feierte er mit seinem Torjäger Wolfgang Breuer sogar die Meisterschaft im Süden. In den Spielen um den Aufstieg in die Bundesliga konnte sich die Mannschaft von Heinz Elzner aber nicht durchsetzen. Überraschend wechselte Elzner für zwei Jahre zum VfR Mannheim. Bei den Rasensportlern reichte es aber in den Runden 1968/69 und 1969/70 nicht zu Spitzenplätzen in der Regionalliga Süd. Es folgten die Stationen SSV Jahn Regensburg (1970 bis Februar 1972) und SpVgg Fürth (März 1972 bis 1974). Am Ronhof beendete er das Kapitel Regionalliga mit der Saison 1973/74. Zum Start der neu installierten 2. Bundesliga, zur Runde 1974/75 gab es die Gruppen Nord und Süd, übernahm Elzner wieder das Traineramt an der Grünen Au in Hof. Drei Jahre hielt er Hof auf Kurs, dann wurde er zur Runde 1977/78 Trainer bei der SpVgg Bayreuth. In der zweiten Saison, 1978/79, errang er hinter TSV 1860 München die Vizemeisterschaft. Damit bestritt Elzner mit Bayreuth zwei Entscheidungsspiele gegen den Nord-Zweiten Bayer 05 Uerdingen. Nach einem 1:1-Unentschieden im Heimspiel verloren die Oberfranken in Krefeld das Rückspiel mit 1:2 Toren und damit den Aufstieg in die Bundesliga. In seinem dritten Jahr in Bayreuth konnte er die Mannschaft nicht in die Spitzengruppe platzieren und wechselte im Sommer 1980 zum Aufsteiger FC Augsburg. Beim FCA war er bis zum 31. März 1981 tätig.

### Bundesligatrainer
Zur Runde 1981/82 verpflichtete der 1. FC Nürnberg, 1980/81 nur knapp dem Abstieg aus der Bundesliga entronnen, Heinz Elzner als neuen Trainer. Nach fünf Spielen stand der Club des Präsidenten Michael A. Roth mit 0:10 Punkten auf dem letzten Platz der Tabelle. Trainer Elzner wurde am 8. September 1981 entlassen und durch den Nachfolger Udo Klug ersetzt. Der 53-jährige Elzner wurde nach seiner Entlassung mit folgenden Worten zitiert: „Ich wusste von vornherein, dass es schiefgehen kann. 0:10 Punkte sind eine Tatsache, andere Vorwürfe habe ich mir nicht zu machen.“

## Nach dem Fußball
Heinz Elzner war nach seiner Zeit als Fußballtrainer bei dem Sportartikelproduzenten PUMA in der PR-Abteilung tätig.